# Каріш
Каріш (івр. כריש, акула) — газоконденсатне родовище в ізраїльському секторі Середземного моря, розташоване за 90 км від узбережжя та за 25 км на північний захід від гігантського родовища Тамар, в районі з глибинами моря біля 1750 метрів.
Відкрите 2013 року внаслідок буріння свердловини Karish-1, яка досягла позначки 4812 метрів нижче морського дна. У відкладеннях нижнього міоцену (аквітанський ярус) виявили насичені газом пісковики, при цьому на рівні 4512 метрів встановили водо-газовий контакт. Як і на інших родовищах глибоководної зони ізраїльського сектора, продуктивні відкладення перекриті соляними мессінського ярусу (верхній міоцен).
Родовище виявила компанія Noble, котра станом на середину 2010-х була автором усіх значних відкриттів у глибоководній частині ізраїльського сектора Середземного моря, включаючи Левіафан та Тамар. Оскільки ця група зосередилась на розробці останніх, вона продала права на розробку Каріш грецькій компанії Energean та інвестиційному фонду Kerogen Capital (діють через спільне підприємство Energean Israel, у якому сторони мають по 50 %).
У 2017 році Energean затвердила технологічну схему розробки Каріш. На першому етапі повторно освоять свердловину Karish-1 та спорудять ще дві. Вони будуть підключені до плавучої установки з видобутку, зберігання та відвантаження, котра матиме можливість накопичувати партії виділених рідких вуглеводнів для відвантаження танкерами вантажопідйомністю 350 тисяч барелів. Природний газ спрямовуватиметься по трубопроводу до Ізраїлю. Очікувана продуктивності схеми складатиме 8,5 млн м3 газу та 6,6 тис. барелів конденсату на добу.
Згодом до зазначеної установки планують підключити родовище Танін.
Ресурси газу Каріш (contingent та prospective) на момент затвердження первісної схеми розробки оцінювались у 50 млрд м³(середня оцінка).